# Ein Gedi
Pour l’article homonyme, voir Ein Gedi (kibboutz) pour le kibboutz.

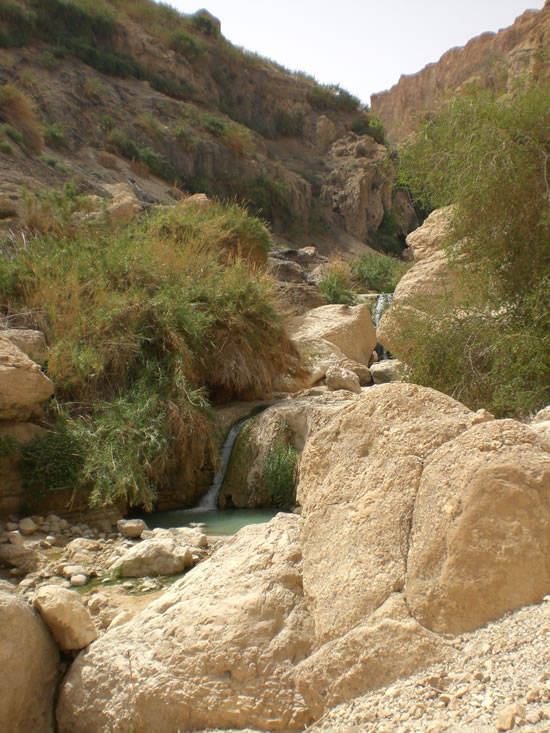
Les chutes d'Ein Gedi.

Ein Gedi est une oasis et une ancienne ville au bord de la rive occidentale de la mer Morte à la limite du désert de Judée en Israël. Elle est située à proximité des sites archéologiques de la forteresse de Massada et de Qumran. 

## Histoire
Le site, dont le nom signifie littéralement la « source du chevreau », est peuplé dès le chalcolithique (IVe millénaire avant notre ère).  Un temple est construit en surplomb de l'oasis. 
Il est fait référence à cette oasis à quatre reprises dans la Bible. C'est là que se cacha le roi David lorsqu'il était poursuivi par Saül. Ein Gedi est aussi mentionné dans le livre d'Ezéchiel (47:10), dans le Cantique des cantiques (1:14) et dans le second livre des Chroniques (20:2).
C'est aujourd'hui un parc national israélien. Ce site de 25 km2 est protégé depuis les années 1960 et a obtenu le statut de réserve naturelle en 1972. La flore exceptionnelle du site est l'une des plus denses et diverses d'Israël, avec celle du parc national du Mont Carmel et la région du mont Méron. Elle a cependant été ravagée durant l'été 2005, en raison d'un incendie qui a brûlé les deux tiers de l'oasis à cause d'une négligence humaine. Les pompiers israéliens ont conclu que le feu avait été déclenché par une cigarette mal éteinte.
À proximité de la réserve se trouvent les ruines de la ville antique. On peut y voir les restes d'une des plus vieilles synagogues du monde, datant du IIIe siècle. 
De nos jours, cette station balnéaire jouit d'un climat chaud toute l'année et possède quelques hôtels qui proposent des cures thermales au bord de la mer Morte. Elle est très fréquentée par les touristes étrangers en Israël.
Inhabitée pendant 500 ans, un kibboutz de petite taille s'est installé dans la localité de Ein Gedi en 1956.